# Irv Smith Jr.
Irvin Martin Smith Jr. (Nueva Orleans, Luisiana, 9 de agosto de 1998) más conocido como Irv Smith Jr., es un jugador profesional estadounidense de fútbol americano que se desempeña en la posición de tight end en Cincinnati Bengals, equipo de la National Football League (NFL).

## Carrera
Fue seleccionado en la segunda ronda en la Reunión Anual de Selección de Jugadores de la NFL de 2019. Hizo su debut profesional con el equipo Minnesota Vikings, en el cual jugó cuatro temporadas (2019-2023), luego pasó a Cincinnati Bengals, donde lleva jugando una temporada.